# Par
Par ili Paros (grčki: Πάρος) otok je u Grčkoj smješten u središnjem dijelu Egejskoga mora. To je otok iz skupine Ciklada, nalazi se zapadno od otoka Naksosa, od koga ga dijeli kanal širine 8 km. Udaljen je oko 185 km jugoistočno od glavne grčke luke Pireja.
Danas je Par jedno od najpopularnijih turističkih odredišta u Europi. Otok Par s otocima koji mu gravitiraju (mnogi su mali i nenastanjeni), ima 196,3 km² površine. Najbliži susjedni otok je Antiparos na jugozapadu. Par je od staroga vijeka poznat po izuzetno kvalitetnom i finom bijelom mramoru po kojem je pridjev parski (parian, parischer) postao sinonimom za porculan i fini mramor diljem svijeta. Za mletačke uprave otok se zvao Paro.
Po mnogim pokazateljima, stanovnici Para osnovali su 385./4. god. pr. Kr. svoju koloniju na otoku Hvaru − Far (današnji Stari Grad), i tako utemeljili najstarije gradsko naselje u Hrvatskoj.
U Parosu (Parikiji), otočnom glavnom gradu, nalazi se jedna od najljepših crkava u Grčkoj, Katapoliani (Ekatontapuliani), koju je po predaji podigao Isidoros, jedan od graditelja velike crkve Svete Sofije (Hagia Sophia), a za vrijeme vladavine bizantskoga cara Justinijana.

## Znamenite osobe
- Arhiloh (oko 680. pr. Kr. − oko 645. pr. Kr.), lirski pjesnik
- Skopas (oko 395. − 350. pr. Kr.), kipar i arhitekt
- Trazimed (IV. st. pr. Kr.), kipar
- Teoktist s Lezbosa (XIX. st.), svetac-pustinjak

## Vanjske poveznice
- Internetske stranice Općine Paros  Arhivirana inačica izvorne stranice od 3. travnja 2014. (Wayback Machine)
- Crkva Katapoliani, Ekatontapuliani (Crkva sto vrata)